# BeTV
BeTV, anciennement Canal+ Belgique, est un groupe privé belge de télévision à péage créé en 2004 par Daniel Weekers.  

## Historique
En décembre 2003, Vivendi Universal vend sa filiale Canal+ Belgique à un consortium composé des câblo-opérateurs wallons, de Deficom et de SOCOFE intéressés par l’aile francophone, associés à Telenet intéressé par l’aile néerlandophone. Ce consortium est dirigé par Daniel Weekers qui fut le dirigeant de Canal+ Belgique pendant dix ans.
La marque Canal+ Belgique devant être abandonnée pour mars 2005, le nom BeTV est choisi pour la nouvelle structure.
Le démarrage officiel de la nouvelle offre sous le nom BeTV a lieu le 29 octobre 2004. Cette offre est composée de plusieurs « univers » :
- Be Premium remplace l’ancienne offre à trois chaînes de Canal+ Belgique (Canal+, Canal+ Bleu et Canal+ Jaune) par neuf chaînes « thématisées ».
- Be Bouquets reprend les chaînes anciennement diffusées sous le nom « Le Bouquet » (association Canal+ Belgique - Câblodistributeurs). Cette offre se compose d’une cinquantaine de chaînes reprises principalement des bouquets satellites français[4].
- Be à la séance : premier pas dans les services interactifs, lancés en décembre 2004 (et qui va disparaître, lors de la mise en place de la télévision de rattrapage de BeTV au cours du premier semestre 2010). Be à la séance, c'est le cinéma à la carte sur 8 canaux et deux tarifs. Be à la séance n'est plus disponible depuis le 27 août 2012.

La télévision de rattrapage est disponible, dans un premier temps pour les détenteurs du VOOcorder, depuis le premier semestre 2010 (Les abonnés peuvent regarder à nouveau gratuitement pendant un mois un film, une série ou un documentaire diffusé à l'antenne, et le sport en fait aussi partie).
La haute définition apparaît au second semestre 2010. Be 1 est la première chaîne du groupe premium à passer à ce nouveau format.
Be Sport 1 est la seconde chaîne à passer en haute définition et à partir du 29 août 2012, c'est au tour de Be Séries et Be Ciné de passer en haute définition.
En 2014, Be tv lance BeTV Go, un service qui permet de regarder les contenus exclusifs de BeTV sur ordinateur (PC/Mac), tablette (Android/iOS) et Xbox One.
Le 2 mai 2016 BeTV renouvelle ses offres et fait évoluer son identité visuelle.
Le 1er mars 2018, BeTV est disponible pour les clients Proximus Pickx.
À partir de la rentrée 2018, Be TV supprime les programmes en clair de Canal+ de sa programmation et devient à 100 % une chaîne cryptée. Les audiences de l’avant-soirée quotidienne faites de productions de Canal+ (L'Info du vrai, par exemple) chutaient de mois en mois. La chaîne principale Be 1 change aussi d'horaire pour ses programmes du soir qui commencent désormais à 20 h 30 (au lieu de 21 h, auparavant, quand la chaîne suivait la programmation de Canal+).
Depuis la rentrée 2019, Be 1 reprend les programmes en clair de Canal+ avec l'émission Clique, diffusée de 20 h à 21 h.

## Réception
En sus de l’abonnement à BeTV, un abonnement payant à un câblodistributeur belge ou luxembourgeois est obligatoire.
Étant donné qu’en Belgique chaque commune accorde une concession à un seul câblodistributeur, les habitants sont donc face à une situation de monopole au niveau de leur commune et ne peuvent réceptionner BeTV que si le câblodistributeur de leur commune le propose. Les abonnés Proximus Pickx (ex-Belgacom TV) peuvent également s'abonner depuis 2018. Par contre, les habitants non câblés ou encore les utilisateurs d’antennes paraboliques n’ont pas la possibilité de recevoir les chaînes BeTV. De même, au Luxembourg, la réception dépendait également de la commune de résidence et de l’opérateur du câble disponible.
Depuis le 1er février 2016, BeTV est aussi disponible par ADSL/fibre chez l'opérateur luxembourgeois POST.
Depuis le 1er mars 2018, BeTV est aussi disponible chez l'opérateur belge Proximus. Au Luxembourg, il est désormais aussi disponible chez l'opérateur ADSL et Fibre Luxembourg Online. Chez l'opérateur Tango au Luxembourg, bien que les chaînes du bouquet Be TV Premium ne soient pas incluses dans ses offres d'abonnement, le décodeur Tango est préinstallé avec l'application Be TV Go. Cette fonctionnalité permet aux clients de s'abonner directement via l'application.

## Logo

Logo de BeTV de 2004 à ce jour

## Activités (depuis 2016)

### BeTV Go
Service en ligne permettant de regarder les contenus de Be TV sur ordinateur, tablette, smartphone ou Xbox One.
Il permet d'accéder aux chaînes de BeTV en direct (Be 1, Be 1 +1h, Be Séries, Be Ciné, Ciné+ Premier*, Ciné+ Frisson*, Ciné+ Classic*, VOOsport World 1, VOOsport World 2, VOOsport World 3) partout en Belgique et au Luxembourg sans être abonné à la télévision par câble. Ainsi qu'au catalogue de Be à la demande avec plus de 500 programmes disponibles (films, séries, sports, émissions...).
*Au Luxembourg, aucune de ces chaînes n'est disponible (sauf quelques films à la demande de Ciné+ Premier sur BeTV Go)

### Be Addict
Be TV diffuse trois chaînes propres et trois chaînes du groupe Canal+ dans son bouquet Be Addict (Be TV Cinéma au Luxembourg), dont sept en Haute Définition et une en 3D :
- Be 1
- Be 1 +1h
- Be Séries
- Be Ciné
- OCS
- Ciné+ Frisson
- Ciné+ Classic
- Be 3D

Son offre comprend également, en standard ou en option, différentes chaînes appartenant à Canal+ et Mediawan Thematics.
Diffusion de l'intégralité de la Jupiler Pro League sur les chaînes VOOsport, VOOsport World 1, VOOsport World 2 et VOOsport World 3.

### VOOsport World
Be TV diffuse quatre chaînes propres de VOO et 3 chaînes du groupe Eleven Sports Network dans son bouquet VOOsport World (BeTV Sport au Luxembourg et sur Telenet) :
- VOOsport World 1
- VOOsport World 2
- VOOsport World 3
- VOOsport World 4
- Eleven Sports 1
- Eleven Sports 2
- Eleven Sports 3

#### VOOSport
L'option VOOsport propose le football belge.
Auparavant constituée de 5 chaînes VOOsport, celles-ci ont été remplacées par 3 chaînes Eleven Pro League en août 2020, tout en restant sur la même option VOOsport sur VOO et Telenet, elles sont aussi sur les différentes offres de Proximus, Orange et Télésat.
- Eleven Pro League 1
- Eleven Pro League 2
- Eleven Pro League 3

### Services
- Be Bouquets
- Be TV Go
- Be à la demande
- Ciné+ à la demande

Au Luxembourg, aucun service à la demande n'est disponible (par le fournisseur de télédistribution). Seul le service par Internet BeTV Go est accessible.

## Activités (Anciennement)

### Be Premium
- Be 1
- Be 1 +1h
- Be Séries
- Be Ciné
- Be Sport 1
- Be Sport 2
- Be Sport 3
- Be 3D (indisponible au Luxembourg)

### VOOfoot
- VOOfoot
- VOOfoot 2
- VOOfoot 3
- VOOfoot 4
- VOOfoot 5

## Services (Anciennement)
En 2016, les offres ont été modifiées et Be Sport est devenu VOOsport World. Depuis novembre 2017, les offres Be Bouquets ne sont plus disponibles, remplacés par de nouveaux bouquets thématiques directement sur VOO (Family Fun et Discover More).
- Be Premium (remplacé par Be Addict)
- Be Sport (remplacé par VOOsport World, commercialisé séparément de BeTV)
- Be Bouquets (remplacé par les bouquets Family Fun et Discover More sur VOO)
- Be à la séance

## Journalistes
L'équipe de journaliste est composée de Jean-François Remy, Christine Schreder, Bruno Taverne, Serge Radermacher, Frédéric Waseige, Julien Courtois, Benoît Goeders, Philippe Daman, Philippe Danloye.

## Numérotation des chaînes
| Chaînes          | VOO | Proximus | Telenet | POST | Eltrona | Orange |
| ---------------- | --- | -------- | ------- | ---- | ------- | ------ |
| Be 1             | 20  | 51       | 700     | 246  | 109     | 109    |
| Be 1 +1h         | 21  | /        | 705     | 247  | 110     | 110    |
| Be Séries        | 22  | 52       | 702     | 248  | 112     | 112    |
| Be Ciné          | 23  | 53       | 701     | 249  | 111     | 111    |
| Ciné+ Premier    | 25  | 54       | 706     | /    | /       | /      |
| Ciné+ Frisson    | 26  | 55       | 707     | /    | /       | /      |
| Ciné+ Classic    | 27  | 56       | 708     | /    | /       | /      |
| Be 3D            | 28  | /        |         | /    | /       | /      |
| VOOsport World 1 | 30  | /        | 710     | 250  | 115     | 115    |
| VOOsport World 2 | 31  | /        | 711     | 251  | 116     | 116    |
| VOOsport World 3 | 32  | /        | 712     | 252  | 117     | 117    |
| Eleven Sports 1  | 33  | 521      | 725     | 253  | 113     | 113    |
| Eleven Sports 2  | 34  | 522      | 726     | 254  | 114     | 114    |
| Eleven Sports 3  | 35  | 523      | 727     | /    | 117     | 117    |